# Bloc-Iniciativa-Verds
Bloc-Iniciativa-Verds (en español, Bloque-Iniciativa-Verdes) fue una coalición de partidos de ámbito autonómico valenciano formada por el Bloc Nacionalista Valencià (BLOC), Iniciativa del Poble Valencià (IdPV) (partido creado poco antes de la constitución de la coalición, formado por exmilitantes de Esquerra Unida del País Valencià) y Els Verds-Esquerra Ecologista del País Valencià (EV-EE) para las elecciones generales españolas de 2008, así como otros partidos ecologías de ámbito local como Los Verdes de Villena.
Su cabeza de lista por Valencia era Isaura Navarro de IdPV, que había sido diputada al Congreso por Esquerra Unida en la anterior legislatura.
Por la circunscripción de Alicante, el cabeza de lista fue Rafael Climent, del BLOC y alcalde de Muro. Y por Castellón, también del BLOC, Alfred Remolar.
La coalición aspiraba a revalidar el escaño de Isaura Navarro por Valencia. Sin embargo, los resultados estuvieron muy por debajo de las expectativas, puesto que Bloc-Inicativa-Verds obtuvo 29 760 votos (1,08 % en la Comunidad Valenciana), sin conseguir escaño ni sobrepasar a EUPV (que obtuvo 74 405 votos, 2,71 %), consiguiendo resultados incluso inferiores a los conseguidos en las anteriores legislativas por el BLOC en coalición con Esquerra Verda (40 759 votos, 1,53 %).
Esta coalición se retomó para las elecciones a las Cortes Valencianas de 2011 bajo el nombre Coalició Compromís.